# Апостолів Іван Єлисейович
Іван Єлисейович Апостолов (Апостолів) (8.11.1894, с. Новий Ропськ Новозибківського пов. Чернігівської губернії, тепер Климівського р-ну Брянської області, РФ — після 15.07.1924) український військовик та агроном, прапорщик 265-го полку 25-го корпусу та нового 688-го пішого полку (1917), хорунжий 1-го Українського полку (1917— 04.1918), агроном Кам'янецької повітової земельної управи (1920); звання— старшина (капітан) військ Української Центральної Ради, Армії Української Держави та Армії УНР.
Відповідно до українського законодавства є борцем за незалежність України у XX столітті.

## Біографія
Народився в сім'ї Єлисея і Ганни Апостолових. Закінчив 4-класну школу (1910, с. Новий Ропськ), Уманську с.г. школу (1916) та Житомирську військову школу (01.1917). У власному «Curriculum vitae» писав: «По демобілізації до вересня 1918 року служив у повітовій земській управі, відкіля був покликаний гетьманською владою до війська. По перевороті був у війську УНР до березня 1919 року. Владою УНР був звільнений як агроном по закону 24 січня 1919 року і працював у повітовій земельній управі в м. Кам'янці до 1920 року. З Кам'янця виїхав із МЗС до Польщі, де і проживаю. 15 липня 1924 року, Ченстохів, вулиця Косцюскі, 19А». Відповідно до документів Іван Апостолов (Апостолів) був зарахований до УГА в Подєбрадах, але, видно, що він там не навчався, бо більше документів у справі немає.
Подальша доля невідома.

## Джерело
- Коваль Р., Моренець В. “«Подєбрадський полк» Армії УНР”. – Т. 1. – Київ: Історичний клуб “Холодний Яр”, “Український пріоритет” (2016). – С. 39 – 40.
- ЦДАВО України. - Ф. 3795. -On. 1. — Спр. 646. — Арк. 8